# 1957 en aéronautique
Chronologie de l'aéronautique
- 1953
- 1954
- 1955
- 1956
- 1957
- 1958
- 1959
- 1960
- 1961

Cet article présente les faits marquants de l'année 1957 en aéronautique.

## Événements

### Janvier
- 16 janvier au 18 janvier : Opération Power Flite, premier tour du monde sans escales en avion à réaction effectué par trois Boeing B-52 Stratofortress en 45 h 19, soit à une vitesse moyenne de 860 km/h.
- 23 janvier : Premier vol du prototype du Nord 1500 Griffon II.

### Mars
- 1er mars : la SNCASE fusionne avec la SNCASO, devenant Sud-Aviation.

### Avril
- 2 avril : premier vol conventionnel de l'avion à décollage et atterrissage vertical Short SC.1.
- 4 avril : premier vol des prototypes de l'intercepteur britannique English Electric Lightning.

### Mai
- 3 mai : Inauguration de l'aéroport international de Brasília.
- 15 mai : un Vickers Valiant largue la première bombe H britannique près de l'île Christmas.
- 16 mai : premier vol de l'hydravion britannique Saunders-Roe SR.53.
- 22 mai : Largage accidentel d'une bombe H Mark 17 (en) au-dessus du Nouveau Mexique non loin de la base de Kirkland par un bombardier stratégique B-36 Peacemaker

### Juillet
- 16 juillet : premier vol de l'hélicoptère espagnol Aerotécnica AC-14.

### Août
- 1er août : mise en service du Commandement de la défense aérospatiale de l'Amérique du Nord (NORAD).

### Octobre
- 4 octobre : 
  - sortie officielle d'usine du premier intercepteur canadien CF-105 Arrow. Il est un des premiers avions de chasse à atteindre la vitesse de mach 2 en pointe;
  - les soviétiques lancent le premier satellite artificiel : Spoutnik 1. Le fameux signal « bip-bip » fut capté sur toute la surface de la terre.

### Novembre
- 3 novembre : premier être vivant lancé dans l'espace : la chienne Laïka à bord du satellite Spoutnik 2.
- 6 novembre : 
  - premier vol de l'autogire Fairey Rotodyne.
  - le prototype du Bristol Britannia G-ANCA s’écrase lors d’un vol d’essais à Downend, en Angleterre. Les 15 passagers sont tués[1].
- 19 décembre : Le SNCASE SE.2010 Armagnac F-BAVH de la SAGETA en provenance d'Oran à destination de Paris avec 96 personnes à bord est endommagé en vol quand une bombe du Front de libération nationale algérien explose dans les toilettes à hauteur de Clermont-Ferrand, faisant un trou de plusieurs mètres carrés dans le fuselage. Malgré les dégâts, un atterrissage d'urgence a été réalisé à 18 h 15 plusieurs dizaines de minutes plus tard à l'aéroport de Lyon-Bron[2], en toute sécurité[3].

### Décembre
- 6 décembre : premier vol de l'avion de ligne Lockheed L-188 Electra.
- 10 décembre : premier vol de l'avion italien Aermacchi MB-326.
- 12 décembre : nouveau record du monde de vitesse établi à 1 943,5 km/h par le commandant Adrian E. Drew à bord d'un McDonnell F-101 Voodoo[4].
- 16 décembre : premier vol de l'avion de transport soviétique Antonov An-12.